# Preisbindung
Unter Preisbindung versteht man im Wettbewerbsrecht ein Marktverhalten, wonach der Verkäufer einer Ware oder Dienstleistung durch Rechtsvorschrift oder Vertrag mit einem Dritten verpflichtet ist, einen bestimmten Preis für seine Leistung zu vereinbaren.

## Allgemeines
Die staatliche vorgegebene Preisbindung wie auch die Preisabsprache von Preiskartellen widersprechen dem für eine Marktwirtschaft typischen Preiswettbewerb, denn ein Marktpreis entsteht durch Preisbildung aus Angebot und Nachfrage. Vorrangiges Ziel der Preisbindung ist die Festlegung der Gewinnspannen für alle an der Preisbindung beteiligten Unternehmen und die Harmonisierung unterschiedlicher Preise identischer Leistungen zur Verbesserung der Markttransparenz.
Die Preisbindung ist ein Mittel der Preispolitik, das den Preiswettbewerb ausschaltet und damit zu Marktstörungen führen kann. Ziele können dabei die Qualitätssicherung von Gütern oder Vertriebsform, eine Ermöglichung von Quersubventionen oder ein verringerter Kaufanreiz sein. Teilweise werden niedrige Preise in Zusammenhang mit einer gewährten Subvention vorgeschrieben. Eine zeitlich begrenzte Preisbindung bezeichnet man als Preismoratorium.
Man unterscheidet zwischen zwei Arten von Preisbindungen, je nachdem, in welchem Verhältnis die sich absprechenden Parteien zueinander stehen.

### Horizontale Preisbindung
Unter horizontaler Preisbindung versteht man Preisabsprachen zwischen Unternehmen, die innerhalb der Produktions- oder Vertriebskette auf derselben Stufe stehen. Die Unternehmen wären somit bei einem freien Markt Konkurrenten, deren Angebote oder Dienstleistungen einem Preiswettbewerb unterlägen. Die bekannteste Form einer horizontalen Preisbindung ist die Kartellabsprache.

### Vertikale Preisbindung
Eine vertikale Preisbindung liegt vor, wenn Unternehmen verschiedener Stufen der Produktions- bzw. Vertriebskette eines Produkts eine Preisabsprache treffen. Ein Beispiel hierfür wäre ein durch den Hersteller vertraglich festgelegter Mindestpreis für den Verkauf des Produkts bei einem Händler.

## Geschichte der Preisbindungen in Deutschland
In der Weimarer Republik wurde am 10. Dezember 1931 eine Institution geschaffen, deren Leiter Carl Friedrich Goerdeler „Reichskommissar für Preisüberwachung“ war. Während der Zeit des Nationalsozialismus gab es ab November 1936 einen Reichskommissar für die Preisbildung (manchmal auch „Reichskommissar für die Preisüberwachung“ genannt).
Ein Verbot vertikaler Preisbindungen in der Bundesrepublik Deutschland wurde bereits in den 1960er Jahren diskutiert. Der Bundesgerichtshof (BGH) erklärte schließlich im Juni 1966 die vertikale Preisbindung für unzulässig. Preisbindungen sind mit der Änderung des Gesetzes gegen Wettbewerbsbeschränkungen (GWB) zum 1. Januar 1974 grundsätzlich für unzulässig erklärt worden; zuvor waren sie bei Markenartikeln die Regel. In späteren Fassungen entfielen die §§ 4 bis 17 GWB. Seit 1974 gibt es als indirekte Fortführung der horizontalen Preisbindung die Unverbindliche Preisempfehlung in der BRD für Artikel.
In der DDR und ihrer Zentralverwaltungswirtschaft galt ein Einzelhandelsverkaufspreis für hergestellte Lebensmittel und andere Produkte.
Der Bundesgerichtshof (BGH) untersagte im Jahre 1999 dem Mietwagenunternehmen Sixt, seinen Franchisenehmern die Preise verbindlich vorzuschreiben. Die Sixt AG unterhält etwa 200 Filialen in Deutschland, darüber hinaus hat sie mit 13 selbständigen Betrieben sogenannte Franchise-Verträge. Die Konzessionäre sind in das Reservierungssystem von Sixt eingebunden, und ihnen wurde vertraglich empfohlen, die von Sixt veröffentlichten Preise zu übernehmen. Folgten sie der „Empfehlung“ nicht, waren sie aufgefordert, den von Sixt vermittelten Auftrag wieder an das Unternehmen zurückzugeben. Bereits das Oberlandesgericht München hatte diese Vertragsgestaltung 1997 als unzulässige Preisbindung beurteilt. Auf die von Sixt eingelegte Revision bestätigte der Kartellsenat des Bundesgerichtshofs das Münchener Urteil in allen wesentlichen Punkten. In der Begründung hieß es, das Verbot der Preisbindung gelte grundsätzlich auch für Franchisebeziehungen. Die Regelung der Sixt AG stellte aber eine kartellrechtswidrige Umgehung dieses Verbots dar. Zwar gebe es in den Verträgen keine ausdrückliche Absprache zur Übernahme der Sixt-Preise, aber faktisch seien die Franchisenehmer jedoch hierzu gezwungen gewesen.
Im Jahr 2016 wurde der Lego-Konzern in Deutschland durch das Bundeskartellamt zu einer Vertragsstrafe in Höhe von 130.000 Euro verurteilt. Die deutsche Tochter des dänischen Spielwarenherstellers hatte gegen das Verbot der vertikalen Preisbindung verstoßen.
Im Jahr 2017 hat das Bundeskartellamt wegen vertikaler Preisbindungspraktiken im Zeitraum von 2008 bis 2013 gegen Peek & Cloppenburg (Düsseldorf) und den Bekleidungshersteller Wellensteyn ein Bußgeld in Höhe von 10,9 Mio. Euro verhängt.
Die Ermittlungen, welche bereits 2013 begannen, wurden 2015 öffentlich bekannt, als das Bundeskartellamt Büroräume der Geschäftsleitung von Peek & Cloppenburg in Düsseldorf durchsuchen ließ.

## Geschichte der Preisbindungen in Europa und der übrigen Welt
In der Schweiz regelt das Preisüberwachungsgesetz (PüG) die Preisentwicklung, die durch einen Preisüberwacher beobachtet wird (Art. 4 PüG). Er verhindert oder beseitigt die missbräuchliche Erhöhung und Beibehaltung von Preisen. Preismissbrauch kann nach Art. 12 PüG nur vorliegen, wenn die Preise auf dem betreffenden Markt nicht das Ergebnis wirksamen Wettbewerbs sind. Wirksamer Wettbewerb besteht insbesondere, wenn die Abnehmer die Möglichkeit haben, ohne erheblichen Aufwand auf vergleichbare Angebote auszuweichen.
Österreich kennt wie Deutschland die Buchpreisbindung. Sie ist im Bundesgesetz über die Preisbindung bei Büchern (BuPrbG) geregelt. Danach ist der Verleger oder Importeur einer Ware gemäß § 3 BuPrbG verpflichtet, für die von ihm verlegten oder die von ihm in das Bundesgebiet importierten Waren einen Letztverkaufspreis festzusetzen und diesen bekannt zu machen. Letztverkäufer dürfen bei Veräußerung von Waren an Letztverbraucher den nach § 3 BuPrbG festgesetzten Letztverkaufspreis höchstens bis zu 5 % unterschreiten (§ 5 BuPrbG).
Von 32 Staaten in Europa haben 14 gebundene Endkundenpreise für Bücher. Die wichtigsten Länder sind außer den genannten Frankreich, Italien und Spanien. Außerhalb Europas kennen Argentinien, Japan, Mexiko und Südkorea eine Buchpreisbindung.
In Großbritannien schaffte Edward Heath (1963/1964 Präsident der Handelsbehörde und Minister für Industrie, Handel und Regionalentwicklung) unter Premierminister Alec Douglas-Home 1963/1964 die Preisüberwachung des Handels ab.
Amazon schrieb seinen Händlern mehrere Jahre lang vor, dass sie ihre Produkte nirgendwo anders günstiger anbieten dürften. Amazon gab diese Praxis erst auf, als das Kartellamt tätig wurde. Booking.com verwendete eine Klausel, wonach der Zimmerpreis auf der hoteleigenen Website nicht niedriger sein durfte als das Angebot auf dem Buchungsportal, bis das Kartellamt einschritt.

## Arten
Unterschieden wird zwischen der vertikalen und horizontalen Preisbindung:
- Die vertikale Preisbindung (auch „Preisbindung der zweiten Hand“ genannt) betrifft Fertigungsstufen oder Handelsstufen wie zwischen Herstellern, Großhandel und Einzelhandel; der Hersteller bestimmt einen Festpreis für den Groß- und den Einzelhandel. Vertikale Preisbindung gibt es gemäß § 28 GWB für bestimmte Agrarprodukte und gemäß § 30 GWB für Zeitungen und Zeitschriften. Auch wer Bücher für den Verkauf an Letztabnehmer in Deutschland verlegt oder importiert (Buchpreisbindung), ist verpflichtet, einen Preis einschließlich Umsatzsteuer (Endpreis) für die Ausgabe eines Buches für den Verkauf an Letztabnehmer festzusetzen und in geeigneter Weise zu veröffentlichen (§ 5 Abs. 1 BuchPrBG).

Gemäß § 26 Abs. 1 TabStG darf bei Abgabe von Tabakwaren an Verbraucher der auf dem Steuerzeichen angegebene Packungspreis oder der sich daraus ergebende Kleinverkaufspreis vom Händler, außer bei unentgeltlicher Abgabe als Proben oder zu Werbezwecken, nicht unterschritten werden. Der Händler darf auch keinen Rabatt gewähren, ausgenommen sind Zigarren und Zigarillos nach § 27 TabStG. Gleichzeitig spricht § 28 TabStG auch einen Höchstpreis aus.
Seit Januar 1974 ist die vertikale Preisbindung für Markenartikel unzulässig. Für sie ist jetzt nur noch die so genannte unverbindliche Preisempfehlung möglich. Sie ist im Gegensatz zur Preisbindung nicht verbindlich.
- Eine horizontale Preisbindung erfolgt durch einheitliche Verkaufspreise etwa durch alle Einzelhändler für alle Käufer oder auf einer Fertigungsstufe durch Preiskartelle mehrerer Produzenten. Die OPEC ist mit der einheitlichen Festsetzung des Ölpreises ein solches Preiskartell, zu dem sich mehrere ölfördernde Staaten zu Preisabsprachen über den Ölpreis zusammengeschlossen haben. Dabei hat die OPEC ihr Marktverhalten geändert, denn sie verändert nicht mehr den Ölpreis, sondern das Absatzvolumen des Rohöls über vorgegebene Produktionsquoten, wodurch sich eine mittelbare Preisveränderung ergibt.[16] Mit dem Ölpreis weist der Gaspreis eine hohe positive Korrelation auf, denn die wenigen europäischen Förderländer (Russland, Norwegen und die Niederlande) legen in ihren langfristigen Lieferverträgen den Heizölpreis zugrunde.[17]

Diese Preisbindungen finden ausschließlich in der Privatwirtschaft statt oder haben Auswirkung auf diese. Vertikale Preisbindungen sind meist verboten, weil sie den Wettbewerb zwischen den Einzelhändlern behindern.
Ausnahmsweise gibt es in marktwirtschaftlich organisierten Staaten jedoch auch staatliche Preisbindungen. Eine der bedeutsamsten sind in Deutschland die Arzneimittelpreise, deren Preisspannen des Großhandels nach § 1 AmPreisV für verschreibungspflichtige Arzneimittel gesetzlich vorgegeben sind. Apotheken dürfen verordnete Arzneimittel an Versicherte als Sachleistungen nur abgeben und können unmittelbar mit den Krankenkassen nur abrechnen, wenn der Rahmenvertrag für sie Rechtswirkung hat. Bei der Abgabe verordneter Arzneimittel an Versicherte als Sachleistungen sind Apotheken, für die der Rahmenvertrag Rechtswirkungen hat, zur Einhaltung der in der nach § 78 AMG erlassenen Rechtsverordnung festgesetzten Preisspannen und Preise verpflichtet (§ 129 SGB V). Für apothekenpflichtige, aber nicht verschreibungspflichtige Arzneimittel, die im Rahmen der Selbstmedikation als OTC-Arzneimittel bezogen werden, besteht seit Januar 2004 keine Preisbindung mehr.
Weitere staatliche Preisbindungen sind die Beförderungsentgelte für die Taxifahrten im so genannten Pflichtbereich. Die Taxitarife in Deutschland und Österreich bestimmen die jeweiligen Landesregierungen per Verordnung. Das ist in § 51 Abs. 1 PBefG (Deutschland) bzw. § 14 GelverkG (Österreich) geregelt. Mieten im sozialen Wohnungsbau sind gesetzlich festgelegt.

## Probleme staatlicher Preisregulierung
Aus einer staatlichen Preisbindung kann sich folgendes Problem ergeben, wenn der festgesetzte Höchstpreis zu niedrig ist: Für Anbieter einer Ware wird deren Herstellung unwirtschaftlich. Statt des staatlichen Ziels, einen niedrigen Preis für die Endverbraucher durchzusetzen, wird das Angebot daher knapper oder ganz verschwinden. Auf dem Schwarzmarkt sind die Güter weiter erhältlich, allerdings zu einem marktwirtschaftlich entstehenden höheren Preis.
Bei einem oberhalb vom Marktniveau festgelegten Preis lohnt sich dagegen die illegale Einfuhr der betroffenen Erzeugnisse aus Staatsgebieten mit niedrigeren Preisen, also Schmuggel.
Preisbindung wurde im Laufe der Geschichte oft – und vergeblich – versucht. Beispiele:
- Am 4. Mai 1793 legte der französische Wohlfahrtsausschuss im Kleinen Maximumgesetz einen Höchstpreis für Getreide fest, um damit einer Versorgungskrise entgegenzuwirken.
- In den 1970er Jahren verlor der US-Dollar erheblich an Wert, weil die USA über ihre Verhältnisse lebten (Vietnam-Krieg, Apollo-Programm, atomare und konventionelle Rüstung im Kalten Krieg). US-Präsident Richard Nixon versuchte 1971 vergeblich, die Inflation durch Preisbindungen von Gütern und Gehältern zu stoppen (Näheres im Artikel Nixon-Schock).

## Wirtschaftliche Aspekte
Die Preisbindung stellt eine Wettbewerbsbeschränkung dar, die dem funktionsfähigen Wettbewerb widerspricht, deshalb dem Kartellverbot des § 1 GWB unterliegt und nur mit wenigen Legalausnahmen zulässig ist. Werden Mindestpreise festgelegt, so können Angebotsüberhänge entstehen, bei Höchstpreisen entsprechend Nachfrageüberhänge. Beide Preisarten können zu Marktstörungen führen, weil der Gleichgewichtspreis nicht erreicht werden kann.
Horizontale und vertikale Preisbindung sind voneinander abhängig. Die vertikale Preisbindung kann im Grunde nur funktionieren, wenn eine horizontale Preisgleichheit auf der letzten Fertigungs- oder Handelsstufe zustande kommt. Die volkswirtschaftlichen Argumente für eine Preisbindung (geringeres Lagerrisiko und verringerte Kapitalbindung der Unternehmen, Markttransparenz für Verbraucher) und auch die Sicherung von Gewinnspannen innerhalb einer Lieferkette können in einer Marktwirtschaft den fehlenden Wettbewerb und deshalb tendenziell sinkende Marktpreise nicht aufwiegen.
Denn es ist für die Wirtschaft charakteristisch, dass überall dort, wo staatliche Preise fixiert wurden, tendenziell eine Verteuerung der Lebenshaltung durch Inflation eintritt. Es handelt sich dabei um einen administrierten Preis, dessen Inflationsursache mit steigendem Anteil am Warenkorb zunimmt.